# Koirasaarenluodot
Koirasaarenluodot (szw. Hundörsbådarna, także: Hundorsbadarna, Hundörsbådarna) – grupa małych skalistych wysp w Zatoce Fińskiej Morza Bałtyckiego, pozostająca w granicach administracyjnych stolicy Finlandii, Helsinek (region Uusimaa). Znajduje się na południowy wschód od wyspy Koirasaari.
Pod względem geologicznym Koirasaarenluodot znajdują się na polodowcowym podłożu gliniastym, które ciągnie się od wysp na północ i wschód. Od zachodu i południa obszar ten graniczy z niewielką formacją gliniasto-morenową. Na południu i dalej na wschód znajdują się znaczne obszary piasku i żwiru. Głębokość wody w okolicy wysp waha się w przedziale 16-31 lub 21-23 metrów (a nawet mniej). Okoliczne złoża piasku morskiego są uważane za cenne i rozważa się ich wykorzystanie w przyszłości. Okolice wysp stanowią wysypisko urobku z pogłębiania portu w Helsinkach. Nie pociąga to za sobą żadnego znaczącego zagrożenia dla środowiska ani zdrowia.
Wyspy znajduje się na obszarze ćwiczebnym fińskiego wojska (strzelania).